# Frank Philip Bowden
Frank Philip Bowden (2 mai 1903 - 3 septembre 1968) est un physicien australien.

## Jeunesse
Il est né à Hobart, en Tasmanie, fils de l'ingénieur télégraphiste Frank Prosser Bowden.
Bowden obtient son baccalauréat ès sciences de l'Université de Tasmanie en Australie en 1925, une maîtrise ès sciences en 1927 et un doctorat en sciences (D.Sc) en 1933, date à laquelle il travaille à l'Université de Cambridge. Il obtient son doctorat à Cambridge en 1929.

## Carrière
Entre 1931 et 1939, Bowden travaille comme maître de conférences en chimie physique à l'Université de Cambridge. Il retourne en Australie en 1939 pour travailler à l'Organisation de recherche scientifique et industrielle du Commonwealth . Il revient en Grande-Bretagne en 1946 en tant que lecteur en chimie physique.
En 1957, Bowden devient maitre de conférences de physique à Cambridge et, en 1966, il est professeur de physique des surfaces. Il apporte d'importantes contributions au domaine de la tribologie et il reçoit le prix international de la Society of Tribologists and Lubrication Engineers en 1955 . Il est également nommé comme l'un des 23 "Men of Tribology" par Duncan Dowson . Une grande partie de la recherche tribologique de Bowden est effectuée aux côtés de David Tabor ,,,, avec qui il publie son livre populaire « The Friction and Lubrication of Solids » .
Bowden est décédé le 3 septembre 1968 .
En 1938, il reçoit la médaille et le prix Beilby de la Royal Society of Chemistry . En 1948, il est élu membre de la Royal Society . En 1955, il reçoit la médaille Elliott Cresson du Franklin Institute et le Prix international du STLE . Il reçoit l'Ordre de l'Empire britannique dans les honneurs d'anniversaire de 1956 et la médaille Rumford de la Royal Society "En reconnaissance de son travail remarquable sur la nature du frottement" . En 1968, il reçoit la médaille Glazebrook de l'Institut de physique  et la médaille d'or Bernard Lewis du Combustion Institute .